# Cölner Hofbräu Früh

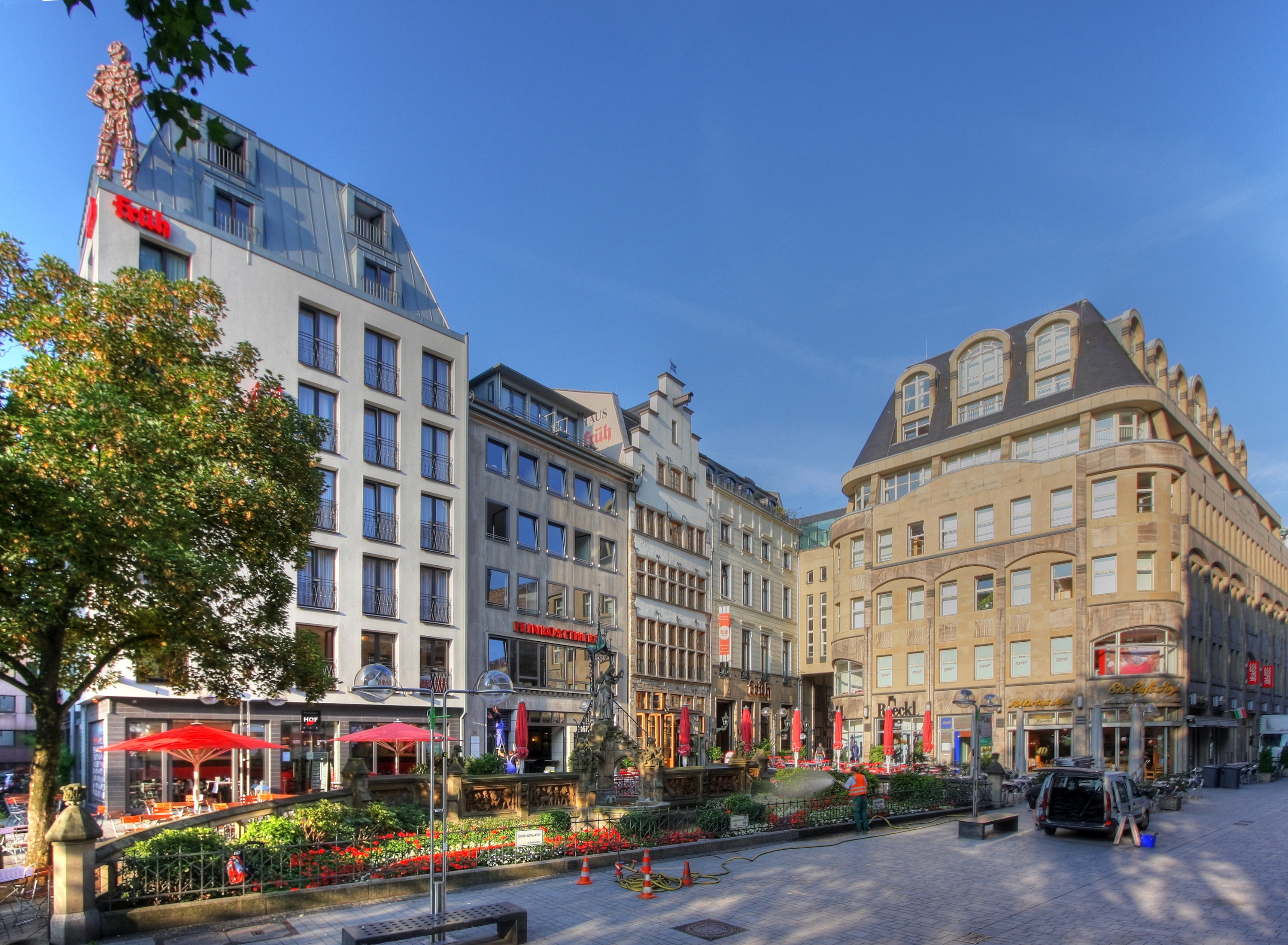
Von links nach rechts: Eden Hotel Früh am Dom, Feinkosttheke, Am Hof 14, Am Hof 12; das Haus rechts mit der Sandsteinfassade hat keinen Bezug zur Früh-Brauerei. Im Vordergrund der Heinzelmännchenbrunnen.

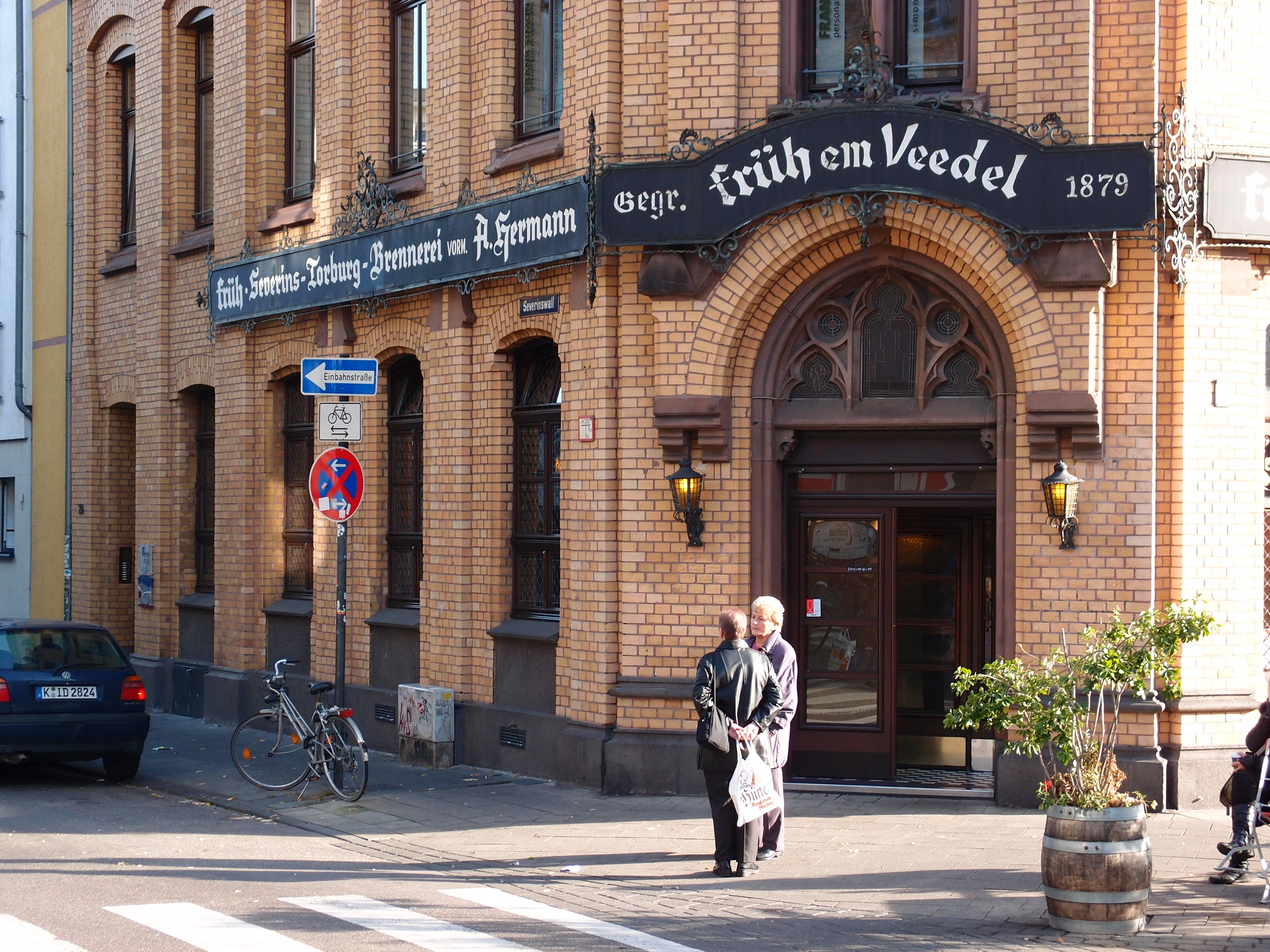
Früh „Em Veedel“

Die Cölner Hofbräu P. Josef Früh KG, kurz Früh, ist eine traditionelle Kölner Bierbrauerei. Hauptprodukt des Unternehmens ist das Früh-Kölsch.

## Geschichte

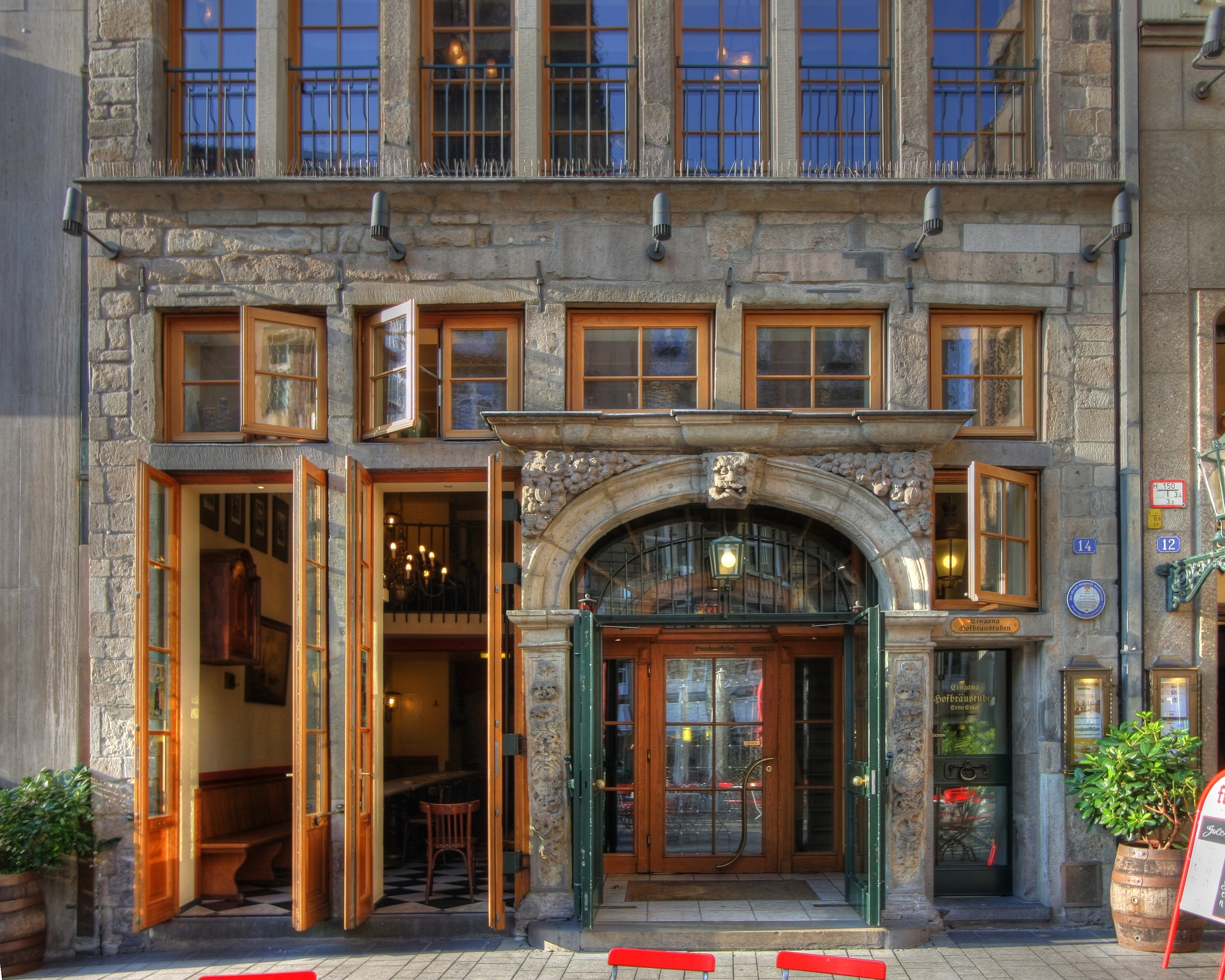
Früh Brauhaus Köln - Am Hof 14 (4614-16)

Der Zusatz „Hofbräu“ beruht auf dem Standort des Unternehmens, denn der aus einer Brühler Brauereifamilie stammende Peter Josef Früh hatte 1904 im Gebäude des ehemaligen Central Theaters bzw. der Gaststätte Schützenliesel, Am Hof 12, in unmittelbarer Nähe des Kölner Doms ein Brauhaus mit dem Namen Cölner Hofbräu P. Josef Früh errichtet. 

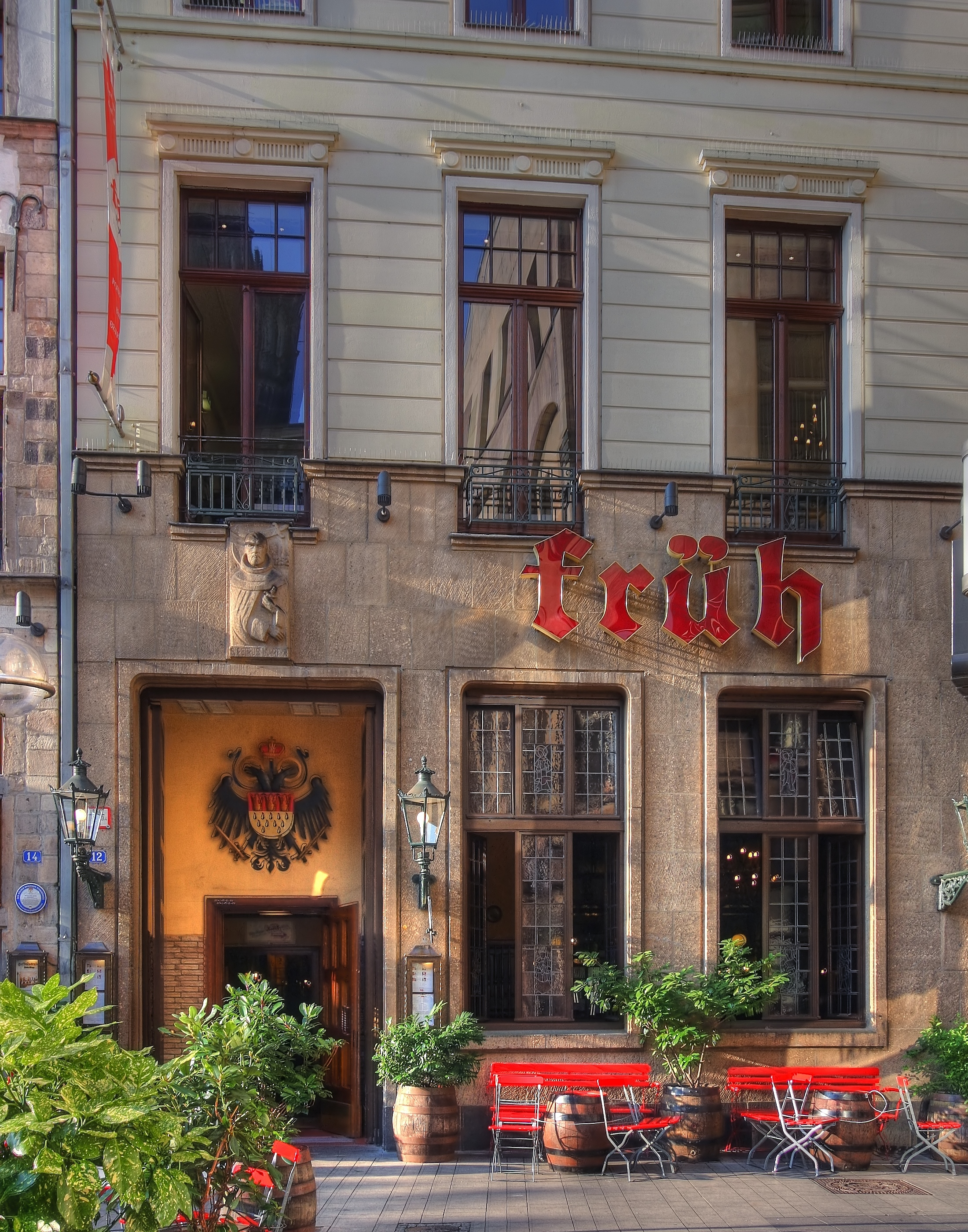
Früh Brauhaus Köln - Am Hof 12 (4608-10)

Seine Tochter Netty heiratete den Brauer Jakob Immendorf (1885–1966), ihre Schwester Christel dessen Bruder Peter Josef Immendorf (1888–1958). Der Großvater der Brüder hatte 1865 die Immendorfsche Landbrauerei in Zündorf gegründet, die später über die Union Brauerei in die Hubertusbrauerei überging. So wurden zwei Kölner Brauereidynastien familiär vereinigt.
Gemessen an der Jahresproduktion war Früh mit 400.000 Hektolitern zwischen 2000 und 2011 die drittgrößte Kölsch-Brauerei. Die Gaststätte Am Hof ist insbesondere bei Touristen nicht nur durch ihre Nähe zum Kölner Dom sehr beliebt, sondern auch weil sich die Brauerei bemüht, alte Kölner Brauhaustraditionen zu erhalten, z. B. Brauhausatmosphäre, Fassausschank durch Zappes, Bedienung durch Köbesse, Anbieten typisch kölscher Gerichte.
Seit 1987 wird das Bier nicht mehr direkt im Haus gebraut, sondern in einer Braustätte in Köln-Feldkassel. Der frühere Brauereibereich sowie die ehemaligen Wohnräume der Familie Früh wurden umgestaltet und restauriert. In den mittelalterlichen Gewölben der Gär- und Lagerkeller entstanden neue Gasträume und auf der ersten Etage die Hofbräustuben für gehobenere Ansprüche. Neben dem Braubetrieb betreibt die Brauerei einige Brauhäuser mit typischer Rheinischer Küche und seit 2005 das Eden Hotel Früh am Dom. 1979 hat das Unternehmen die Traditionsgaststätte und Brennerei Severinstorburg Brennerei A. Herrmann der Eheleute Hermann unmittelbar an der Severinstorburg übernommen; dort befindet sich heute das Früh em Veedel; ferner wurde im Jahre 2009 die Nippeser Traditionsgaststätte Em Golde Kappes übernommen.
Die Haus Kölscher Brautradition GmbH, ein Tochterunternehmen der Radeberger Gruppe, lässt seit 2020 alle Flaschenbiere und seit 2021 alle Fassbiere der Marken Sion, Gilden, Peters, Dom, Sester und Küppers Kölsch in der Feldkasseler Braustätte von Früh produzieren und gab dafür die eigene Braustätte in Köln-Mülheim auf. Mit der Eigenproduktion von 350.000 Hektolitern im Jahr 2023 und dem Lohnbrau dürfte Früh mittlerweile zwischen den Mitbewerbern Reissdorf und Gaffel liegen.

## Produkte
Das Hauptprodukt der Brauerei ist das Früh-Kölsch, das in der Flasche (auch in alkoholfreier Variante), in der Dose sowie im Pittermännchen (Fass) angeboten wird. Serviert wird es, wie jedes Kölsch, in der Kölner Stange. 
Das Sortiment wird seit 2012 durch Früh Radler und seit 2014 durch Früh Sport Fassbrause Zitrone ergänzt. Die Brauerei Früh braut in Lohnsud Schreckenskammer-Kölsch.

Früh-Kölsch Sortiment (Auswahl)
Im Glas
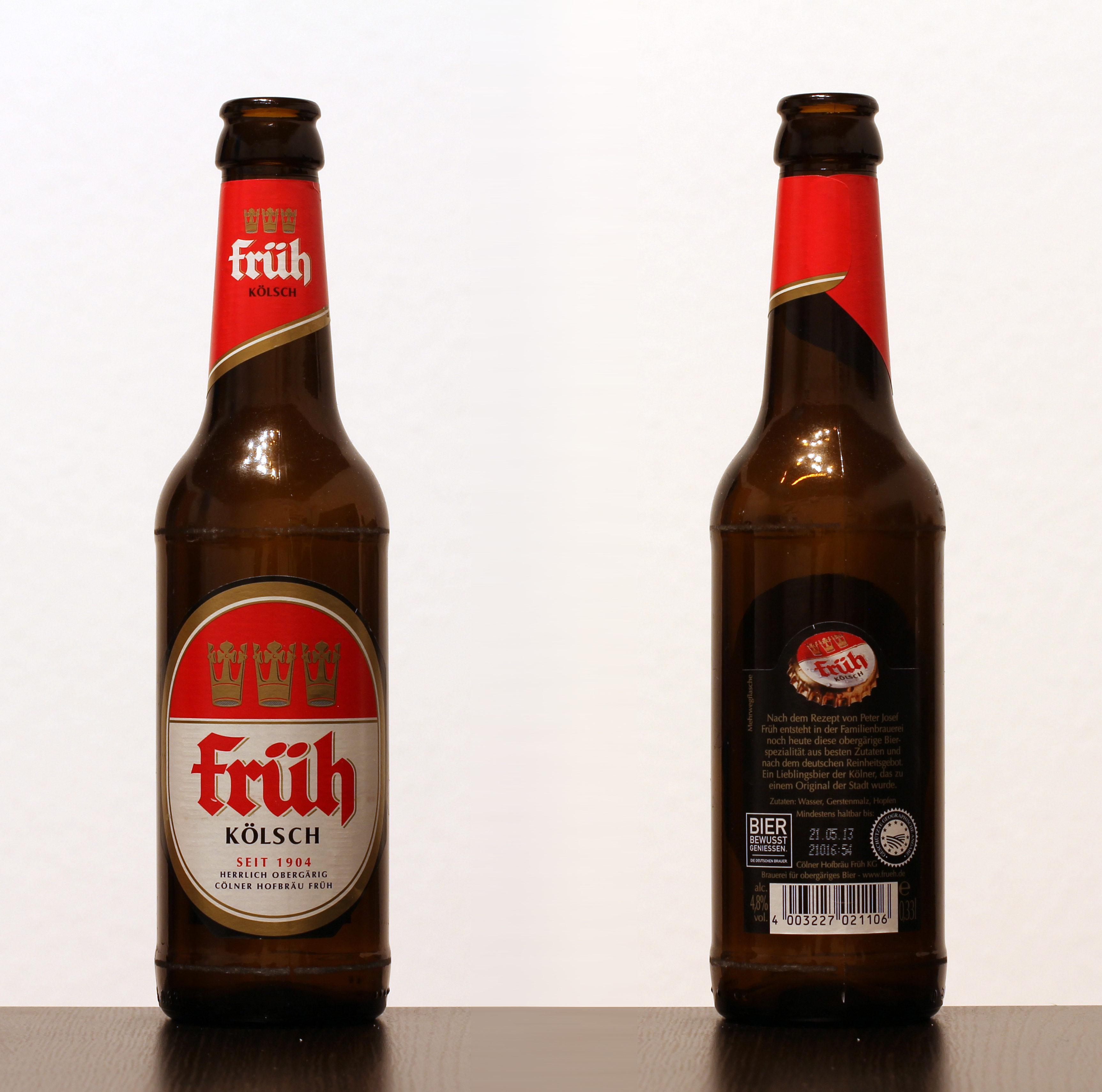
In der Flasche
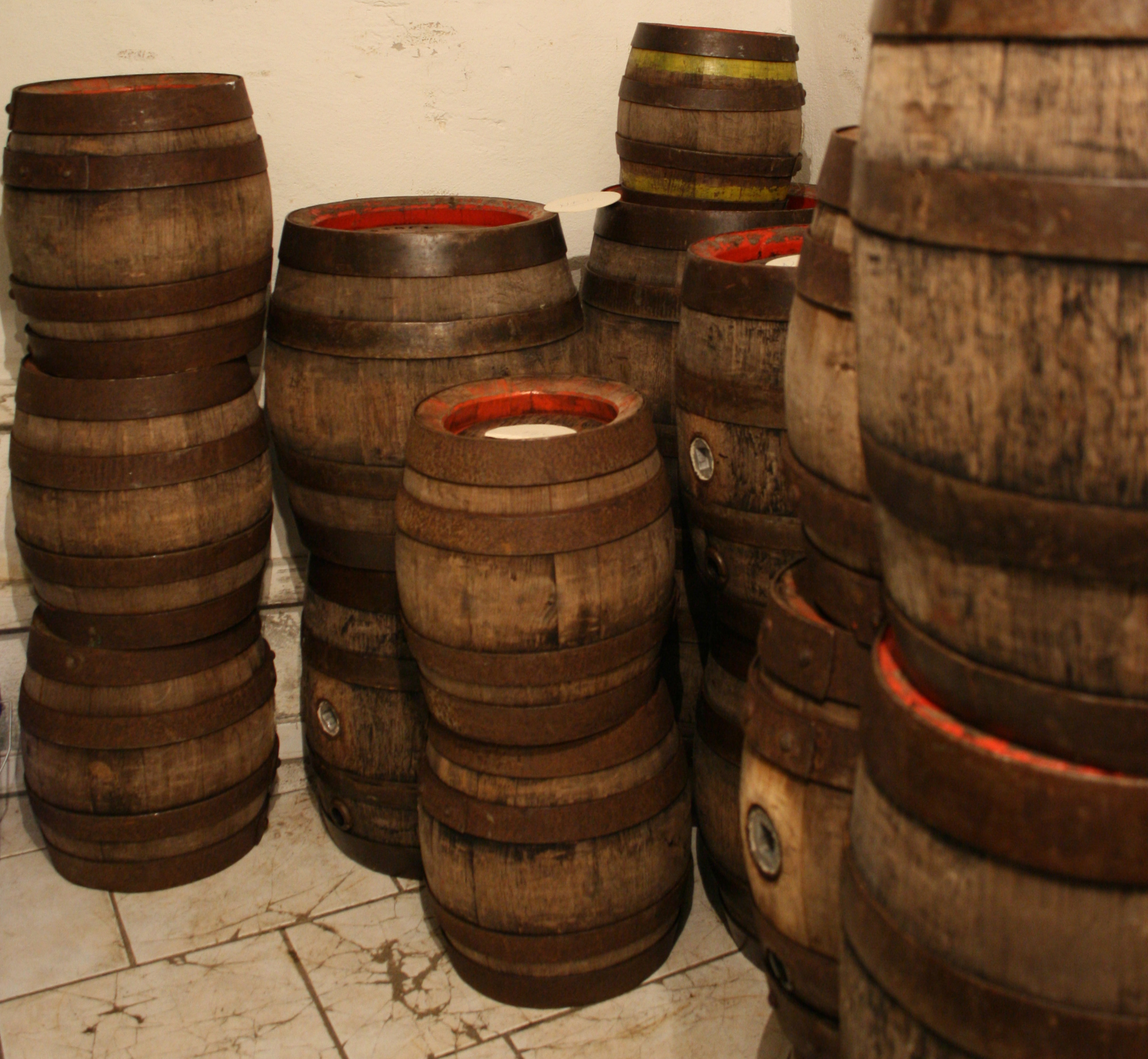
10 Liter Pittermännchen
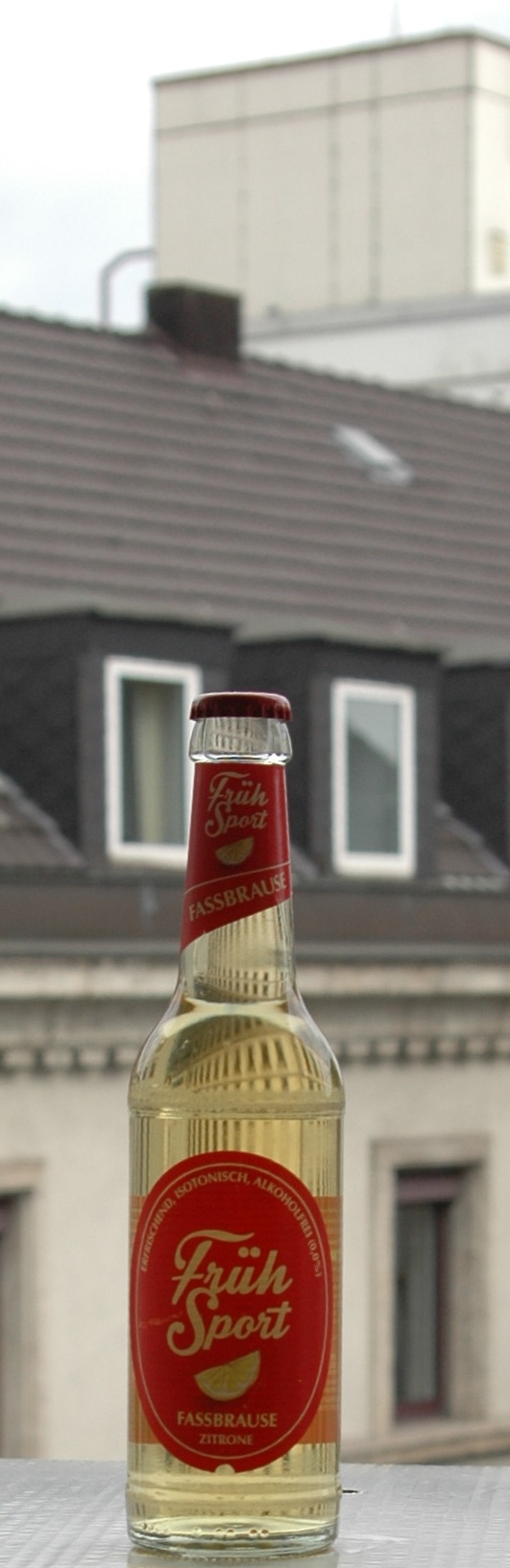
Frühsport

## Werbung
Früh Kölsch wird im Gegensatz zu anderen Kölsch-Marken bundesweit unter anderem mit Fernsehspots und in Kinos beworben. Die Werbung arbeitet häufig mit Wortspielen und Fotomontagen.